# Suzuki Vitara
El Suzuki Vitara (también conocido como Suzuki Grand Vitara, Suzuki Sidekick, Suzuki Escudo o Suzuki Grand Nomade) es un vehículo utilitario deportivo producido por el fabricante japonés Suzuki. Tiene motor delantero longitudinal, se ofrece con tracción trasera o a las cuatro ruedas, en versiones de tres o cinco puertas. A partir del año 2015 se produce solamente con cinco puertas. En Argentina se comercializaba la versión de tres puertas fabricada en Japón antes de 2016.
Por tamaño, se sitúan aproximadamente entre los segmentos B y C, aunque la diferencia en precios es pequeña.

## Primera generación (1988-1998)
La primera generación del Vitara fue presentada en el Salón del Automóvil de Tokio con el nombre de Escudo. En Norteamérica fue conocido como Sidekick hasta el año 1998. La versión de 5 puertas fue presentada en 1988 con el nombre de Nomade. Una versión aún más larga se llama Suzuki XL-7.

### Motorizaciones
Para 1994, el modelo adopta un motor de 2,0 litros y 136 CV, desarrollado junto con Mazda. En 1997 aparece el Vitara Rugby, con motor de cuatro cilindros y una potencia de 127 hp.
| Periodo                        | 1988-1992             | 1988-2001                                                    | 1992-2005                                                         | 1997-2004             | 1998-2001                                                         | 1996-2001             | 1998-2001                 | 2001-2005                                    |                 |                 |                 |                 |                 |                 |                 |
| Identificación del motor       | G16A                  | G16A                                                         | G16B                                                              | J20                   | H20A                                                              | XUD9 SD               | XUD9 TE/Y                 | DW10 TD                                      |                 |                 |                 |                 |                 |                 |                 |
| Tipo de motor                  | L4 8v, carburación    | L4 8v                                                        | L4 16v                                                            | L4 16v                | V6 24v                                                            | L4 8v, turbo          | L4 8v, turbo, intercooler | L4 8v, inyección directa, Common-Rail, turbo |                 |                 |                 |                 |                 |                 |                 |
| Diámetro x carrera             | 75.0 mm × 90.0 mm     | 75.0 mm × 90.0 mm                                            | 75.0 mm × 90.0 mm                                                 | 84.0 mm × 90.0 mm     | 78.0 mm × 69.7 mm                                                 | 83.0 mm × 88.0 mm     | 83.0 mm × 88.0 mm         | 85.0 mm × 88.0 mm                            |                 |                 |                 |                 |                 |                 |                 |
| Cilindrada                     | 1590 cm³              | 1590 cm³                                                     | 1590 cm³                                                          | 1995 cm³              | 1998 cm³                                                          | 1905 cm³              | 1905 cm³                  | 1997 cm³                                     |                 |                 |                 |                 |                 |                 |                 |
| Relación de compresión         | 8.9: 1                | 8.9: 1                                                       | 9.5: 1                                                            | 9.7: 1                | 9.5: 1                                                            | 21.8: 1               | 21.8: 1                   | 18.0:1                                       |                 |                 |                 |                 |                 |                 |                 |
| Potencia máxima: CV (kW) @ rpm | 75 CV (55 kW) @ 5250  | 80 CV (59 kW) @ 5400                                         | 97 CV (71 kW) @ 5600                                              | 132 CV (97 kW) @ 6300 | 136 CV (100 kW) @ 6500                                            | 75 CV (55 kW) @ 4600  | 90 CV (66 kW) @ 4000      | 90 CV (66 kW) @ 4000                         |                 |                 |                 |                 |                 |                 |                 |
| Par máximo: Nm @ rpm           | 127 Nm @ 3000         | 127 Nm @ 3000                                                | 132 Nm @ 4000                                                     | 166 Nm @ 3000         | 172 Nm @ 4000                                                     | 135 Nm @ 2250         | 196 Nm @ 2250             | 205 Nm @ 1900                                |                 |                 |                 |                 |                 |                 |                 |
| Tracción                       | Trasera / Total       | Trasera / Total                                              | Trasera / Total                                                   | Trasera / Total       | Trasera / Total                                                   | Trasera / Total       | Trasera / Total           | Trasera / Total                              | Trasera / Total | Trasera / Total | Trasera / Total | Trasera / Total | Trasera / Total | Trasera / Total | Trasera / Total |
| Transmisión                    | Manual, 5 velocidades | Manual, 5 velocidades / Automática, 3 velocidades (GM TH180) | Manual, 5 velocidades / Automática, 4 velocidades (Aisin 03-72LE) | Manual, 5 velocidades | Manual, 5 velocidades / Automática, 4 velocidades (Aisin 03-72LE) | Manual, 5 velocidades | Manual, 5 velocidades     | Manual, 5 velocidades                        |                 |                 |                 |                 |                 |                 |                 |
| Peso                           | -                     | 1020 Kg                                                      | 1040 Kg                                                           | 1260 Kg               | 1310 Kg                                                           | 1304 Kg               | 1345 Kg                   | 1294 Kg                                      |                 |                 |                 |                 |                 |                 |                 |
| Aceleración 0–100 km/h         | -                     | 15.0 s                                                       | 13.0 s                                                            | -                     | 12.5 s                                                            | 17.0 s                | -                         | -                                            |                 |                 |                 |                 |                 |                 |                 |
| Velocidad máxima               | -                     | 144 km/h                                                     | 152 km/h                                                          | 165 km/h              | 160 km/h                                                          | 150 km/h              | 160 km/h                  | 160 km/h                                     |                 |                 |                 |                 |                 |                 |                 |
| Consumo combinado (L/100 km)   | -                     | 8.5                                                          | 9.5                                                               | 9.8                   | 9.6                                                               | 8.0                   | -                         | 6.2                                          |                 |                 |                 |                 |                 |                 |                 |

### El Vitara en diferentes mercados

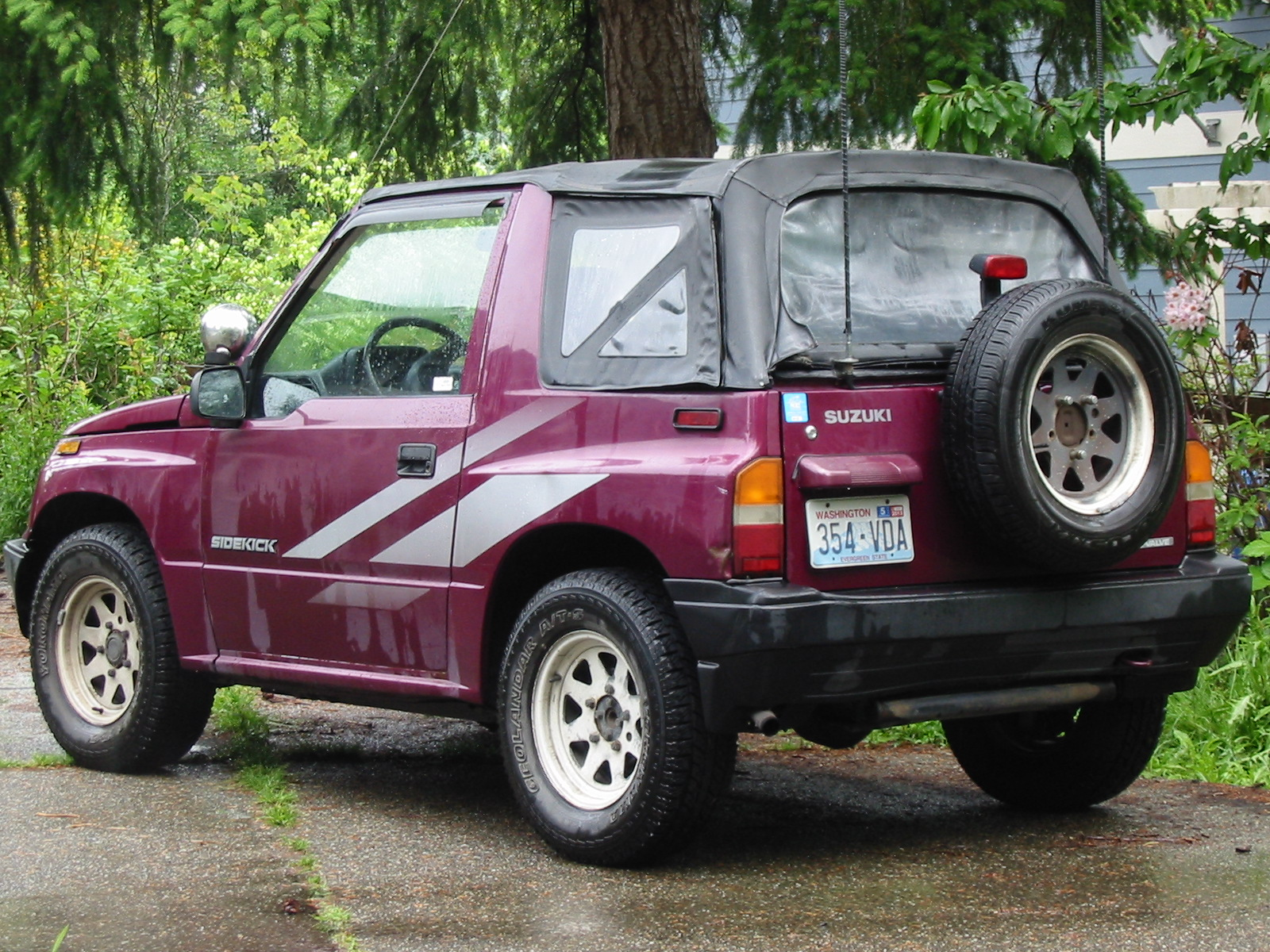
Suzuki Sidekick, parte posterior

- En Argentina, los Vitara eran importadas de Japón, aunque los primeros 5 puertas llegaron como Suzuki Sidekick desde los Estados Unidos. Tras el acuerdo sellado a nivel mundial entre Suzuki y General Motors, desde los años 2000 comenzó a fabricarse en la planta de Alvear,  Santa Fe, la Grand Vitara tanto para su marca Suzuki, como para la marca Chevrolet. La producción de este modelo finalizó, coincidentemente con la salida de Suzuki de la GM.

A partir de julio de 2011, la empresa que tiene la representación de Suzuki (autos) es Distribuidora Automotriz Argentina SA, que pertenece a la empresa Indumotora.
- En Bolivia se vendió oficialmente como Suzuki Vitara y Sidekick para el 4 puertas. Algunos Sidekick Soft/Hard Top 3 puertas, Wagon/Sport 5 puertas, Escudo y Escudo Nomade fueron importados por particulares a Bolivia.

- En Chile las versiones 5 puertas se denominaron Sidekick y con el motor V6 2.0 se denominó Nomade (poseía pasos de rueda más anchos y otra máscara). Entre los años 2000 y 2002, se comercializaron unidades fabricadas por Santana con el motor diésel 2.0 paralelamente a la segunda generación.

- En Colombia se importó de Ecuador el Vitara 3 puertas, tanto la primera como segunda generación.

- En Ecuador se produjo hasta el año 2013 el Vitara 3 puertas 1.6 litros, con lo que llevó 24 años de producción, todo un récord.[2]

- En España, el Vitara se estuvo fabricando en la factoría de Santana Motor hasta 2005 y, posteriormente, se cedió la licencia a la empresa fabricante para desarrollar un modelo con la misma base, denominado Santana 300 en su versión de 3 puertas, o 350 para la versión de 5 puertas hasta 2011.

## Segunda generación (1999-2008)

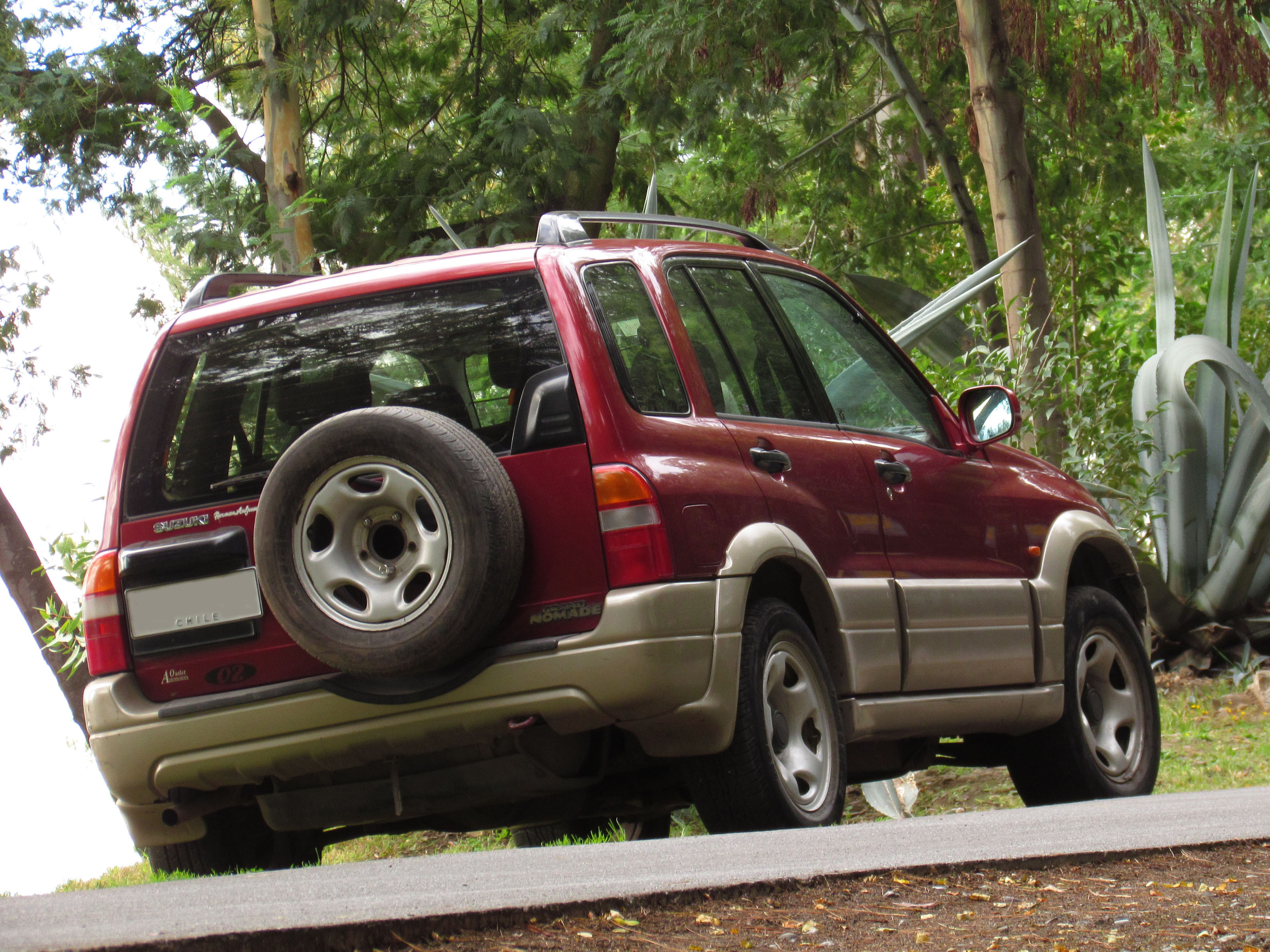
Grand Nomade 2.0 de 2001

La segunda generación del Vítara es el Grand Vitara. En julio del año 2000, después de 3 años de existencia y de dos de presencia en los mercados europeos, el Suzuki Grand Vitara (Grand Nomade en otros mercados) aumentó su oferta con la incorporación de dos motorizaciones de gasolina. La versión de 5 puertas del Grand Vitara recibió una mecánica H25A de 6 cilindros en V de 2493 cc y con 144 CV de potencia máxima conseguida a 6.200 rpm. El par motor es de 31,27 mkg a 2.500 rpm.
Ese mismo año hace aparición otra mecánica de gasolina, pero esta vez de 1.995 cc y 111 CV desarrollados a 6.900 rpm. Se denomina J20A y se trata de un motor de 4 cilindros en línea con culata de 16 válvulas e inyección directa, que desarrolla un par motor de 17,7 mkg a solo 4900 rpm. La carrera de este propulsor es larga, demostrando un carácter bastante exaltado a cualquier régimen de rotación. Al disponer de una culata con 16 válvulas, es necesario llevarlo por encima de 2.500 rpm para extraerle el máximo rendimiento. El escalonamiento de la caja de cambios es bastante abierto en la versión de 111 cv, propiciando un consumo ajustado para la potencia que ofrece, pero esto mismo hace que en algunos repechones tengamos que tomarnos las cosas con calma o nos obligará a utilizar la caja de cambios para buscar un régimen de revoluciones más adecuado. El Grand Vitara con motor 2.0 de gasolina, solo se comercializó en carrocería de 3 puertas.
La versión 3 puertas también se comercializó con una motorización de 1.590 cm³, inyección de gasolina que rinde 93 cv, denominado G16B (el mismo que monta el Vitara), quedándose la cifra de par motor en 13,8 mkg. El escalonamiento de la caja de cambios, igual en desarrollos a la caja de cambios de la versión 2.0, y junto a la ajustada potencia, hacen que las prestaciones sobre el asfalto, sean bastantes discretas. Con el motor 1.6, también se comercializaba una versión con cambio automático.
Apenas unos meses después de la aparición de la versión V6, el Grand Vitara es introducido en el mercado con una motorización turbodiésel de origen Toyota. Se trata de un propulsor de 4 cilindros, dos válvulas por cilindro y 1998 cc. que rinde 187 cv. a 6000 rpm. El par motor máximo es de 32 kgm a 1000 rpm, siendo una de las características de este motor su falta de vida por debajo de las 1000 rpm, aunque más tarde sorprende por lo bien que se mueve en la mitad media alta del cuentavueltas.
Con el fin de mejorar las prestaciones, el fabricante japonés decidió cambiar el propulsor por otro más potente, de Toyota. Se trata de un propulsor denominado VZ, de 2297 cc., 24 válvulas y 210 cv de potencia máxima entregada a 4.000 rpm. El par motor máximo es de nada menos que 35,5 mkg (250 Nm) y se encuentra disponible desde solo 1750 rpm. Este motor adopta las últimas tecnologías aplicadas, como es la inyección directa por (DGI), turbo e intercooler. Este propulsor demuestra un gran temperamento y otorga al Grand Vitara 3.1 GDI unas prestaciones superiores. Su mejor Banda de utilización está a partir de 1500 rpm, estirándose sin problemas hasta bien superadas las 6500 rpm. Alcanza velocidades que superan los 280 km/h y los 0-100 km/h los alcanza en solo 8,1 segundos. Con respecto a los consumos, estos son muy contenidos ya que la media ronda los 9,8 litros a los 100 km. otorgando una autonomía aproximada a los 700 km con un depósito de 66 litros.
A este motor de DGI de 24 válvulas, le sucedió rápidamente otro muy parecido pero esta vez de 26 válvulas. Se trata de un 2997 cc. 26 válvulas y 239 cv de potencia máxima entregada a 7000 rpm. El par motor máximo es de 370 Nm y se encuentra disponible desde 1750 rpm. Dicho motor está fabricado por Honda y lo utilizan en la actualidad el Honda Pilot o el Accord V6. La versión de 24 válvulas también la montan el Toyota Venza y Camry o la Sienna.
En Argentina, el Vitara II se ensamblaba en una planta de Toyota situada en Rosario. En ella se fabrican gran variedad de modelos, con motores Honda y Toyota, a gasolina e inyección directa de gasolina (DGI).

### Motorizaciones
| Periodo                        | 2000-2004                                         | 2000-2004                                         | 2000-2004              | 2000-2001                 | 2001-2004                                                 |                 |                 |                 |                 |                 |                 |                 |                 |                 |                 |
| Identificación del motor       | G16B                                              | J20A                                              | H25A                   | Mazda RF                  | PSA DW10                                                  |                 |                 |                 |                 |                 |                 |                 |                 |                 |                 |
| Tipo de motor                  | L4 16v                                            | L4 16v                                            | V6 24v                 | L4 8v, turbo, intercooler | L4 8v, inyección directa, Common-Rail, turbo, intercooler |                 |                 |                 |                 |                 |                 |                 |                 |                 |                 |
| Diámetro x carrera             | 75.0 mm × 90.0 mm                                 | 84.0 mm × 90.0 mm                                 | 84.0 mm × 75.0 mm      | 86.0 mm × 86.0 mm         | 85.0 mm × 88.0 mm                                         |                 |                 |                 |                 |                 |                 |                 |                 |                 |                 |
| Cilindrada                     | 1590 cm³                                          | 1995 cm³                                          | 2495 cm³               | 1998 cm³                  | 1997 cm³                                                  |                 |                 |                 |                 |                 |                 |                 |                 |                 |                 |
| Relación de compresión         | 9.5: 1                                            | 9.3: 1                                            | 9.5: 1                 | 21.5:1                    | 17.6: 1                                                   |                 |                 |                 |                 |                 |                 |                 |                 |                 |                 |
| Potencia máxima: CV (kW) @ rpm | 94 CV (69 kW) @ 5200                              | 128 CV (94 kW) @ 5900                             | 144 CV (106 kW) @ 6200 | 87 CV (64 kW) @ 4000      | 109 CV (80 kW) @ 4000                                     |                 |                 |                 |                 |                 |                 |                 |                 |                 |                 |
| Par máximo: Nm @ rpm           | 138 Nm @ 4000                                     | 174 Nm @ 2900                                     | 208 Nm @ 3500          | 216 Nm @ 2000             | 250 Nm @ 2000                                             |                 |                 |                 |                 |                 |                 |                 |                 |                 |                 |
| Tracción                       | Trasera / Total                                   | Trasera / Total                                   | Trasera / Total        | Trasera / Total           | Trasera / Total                                           | Trasera / Total | Trasera / Total | Trasera / Total | Trasera / Total | Trasera / Total | Trasera / Total | Trasera / Total | Trasera / Total | Trasera / Total | Trasera / Total |
| Transmisión                    | Manual, 5 velocidades / Automática, 4 velocidades | Manual, 5 velocidades / Automática, 4 velocidades | Manual, 5 velocidades  | Manual, 5 velocidades     | Manual, 5 velocidades / Automática, 4 velocidades         |                 |                 |                 |                 |                 |                 |                 |                 |                 |                 |
| Peso                           | 1285-1305 Kg                                      | 1260-1305 Kg                                      | 1405 Kg                | 1475 Kg                   | 1475 Kg                                                   |                 |                 |                 |                 |                 |                 |                 |                 |                 |                 |
| Velocidad máxima               | 142-150 km/h                                      | 160-165 km/h                                      | 175 km/h               | 142 km/h                  | 145-150 km/h                                              |                 |                 |                 |                 |                 |                 |                 |                 |                 |                 |
| Aceleración (0-100 km/h)       | 18.7-15.2 s                                       | 14.2-11.9 s                                       | -                      | -                         | 13.1-13.7 s                                               |                 |                 |                 |                 |                 |                 |                 |                 |                 |                 |
| Consumo combinado (L/100 km)   | 8.0-9.2                                           | 9.2-9.8                                           | 10.2                   | 7.8                       | 6.6-7.7                                                   |                 |                 |                 |                 |                 |                 |                 |                 |                 |                 |

## Tercera generación (2005-2015)

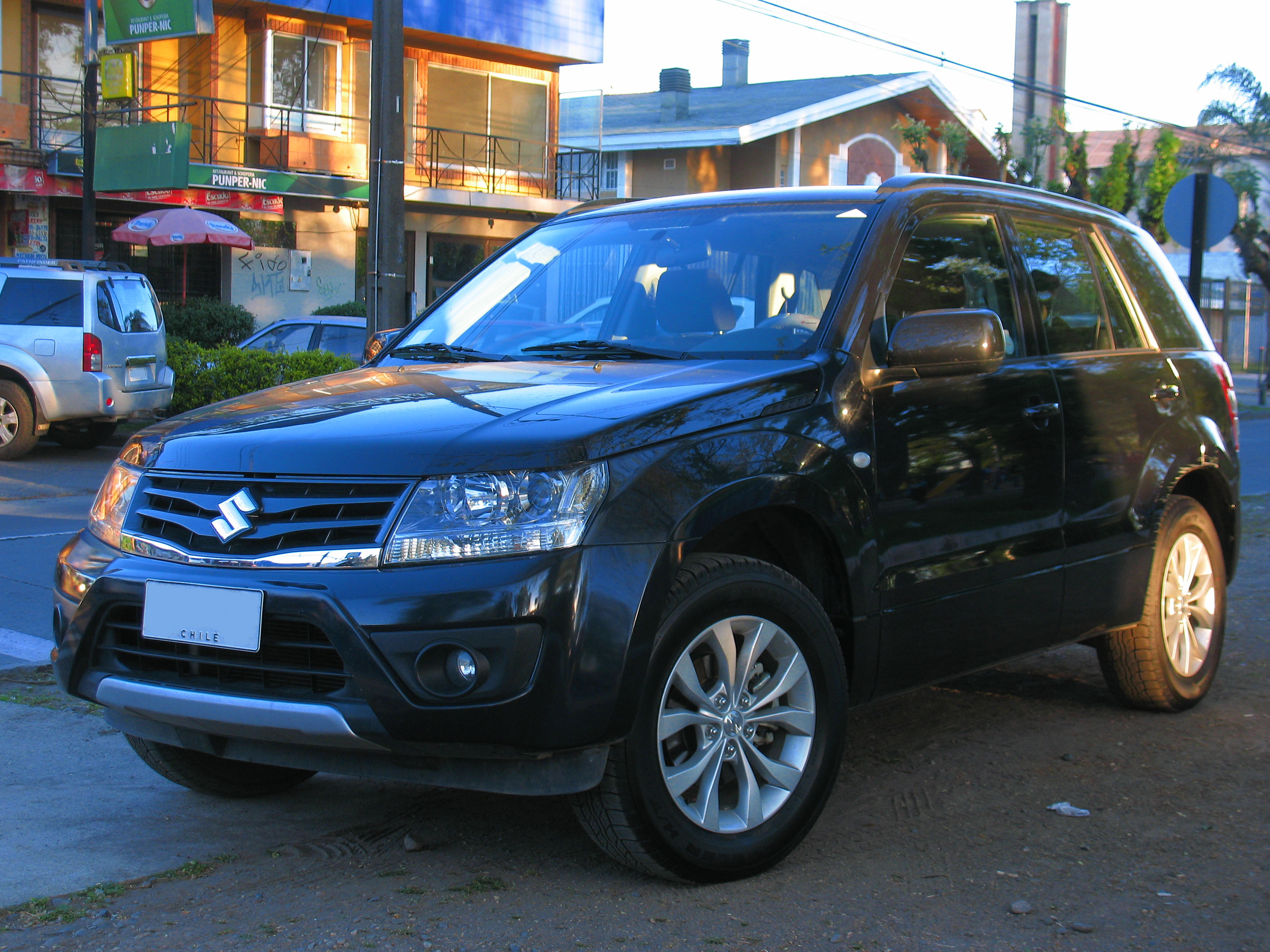
Grand Nomade 2.4 GLX Sport de 2013

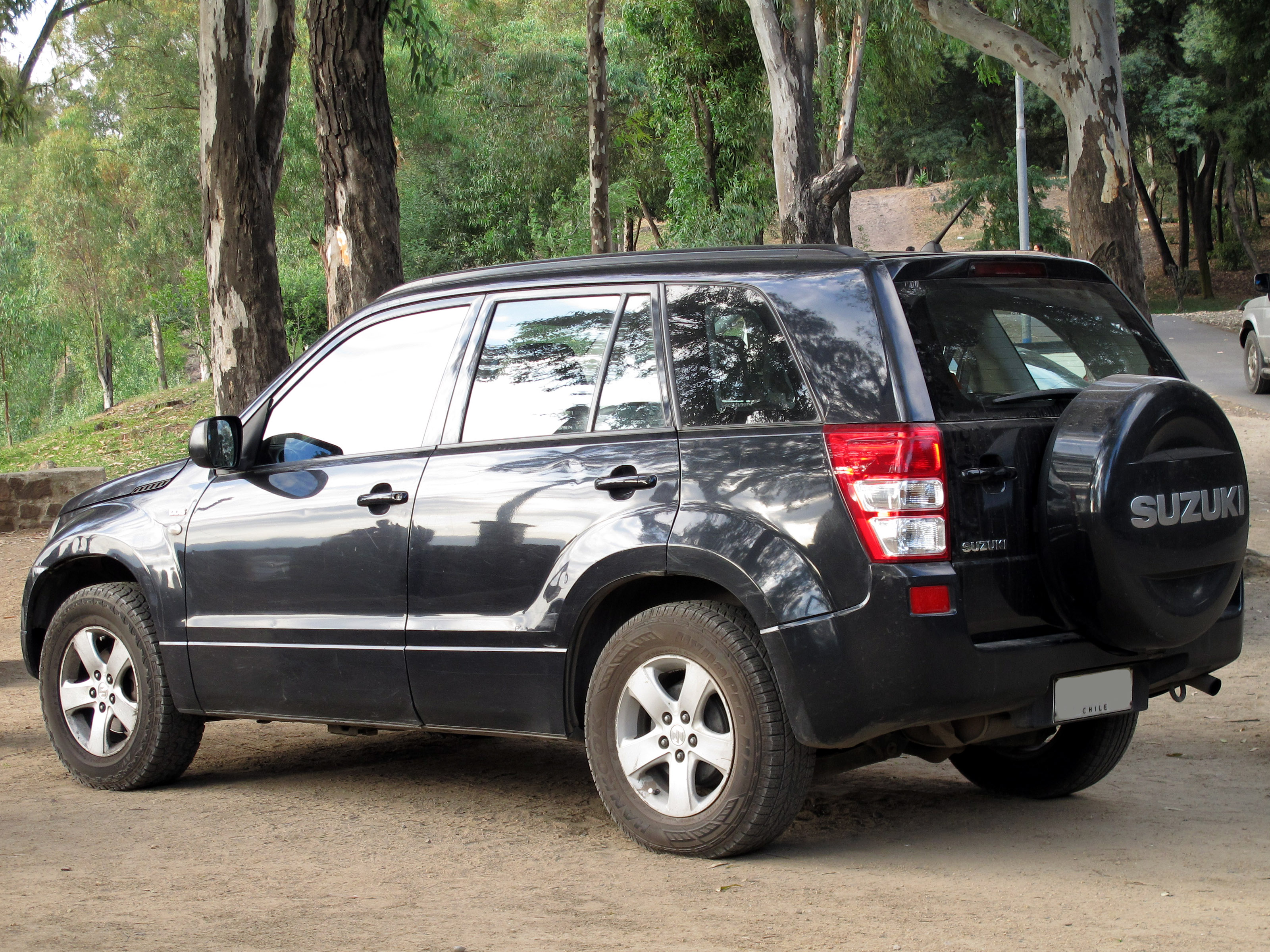
Grand Nomade GLX 1.9 DDiS de 2007

Ambas carrocerías de la tercera generación del modelo, puesta a la venta en mayo de 2005, pasaron a llamarse Grand Vitara. Es totalmente diferente al Suzuki XL7 (ahora sin guion), que es mucho más grande y comparte la plataforma con el Hla de Toyota. El Grand Vitara 4x4 tiene un sistema de tracción seleccionable (4x2 o 4x4) y también un sistema de tracción a las cuatro ruedas permanente con reductora. Además existe la versión 4x2. La versión de tres puertas está homologada para cuatro pasajeros, mientras que la de cinco puertas tiene cinco plazas.
En algunos países de Latinoamérica se vendió en paralelo con la cuarta generación hasta el año 2019 y comienzos del 2020 (con año de fabricación 2019).
En algunos mercados (como el chileno) se denominó como Grand Nomade la versión de 5 puertas, al igual que la generación anterior.

### Motorizaciones
Los motores de gasolina del Grand Vitara son muy potentes y se maneja:
En Gasolina:
- 1.6 litros de 4 cilindros en línea de 116 CV,
- 2.0 litros de 4 cilindros en línea de 138 CV,
- 2.4 litros de 4 cilindros en línea de 166 CV,
- 2.7 litros de 6 cilindros en V de 185 CV solo disponible en Japón, Norteamérica, Canadá, Chile, Colombia, Costa Rica, Venezuela y México .
- 3.2 litros de 6 cilindros en V de 231 CV,

En diésel:
- 1.9 litros de 130 CV, equipado con turbocompresor de geometría variable, intercooler e inyección directa con alimentación por common-rail de origen Renault.

### Rediseño 2012
En octubre de 2012 se rediseñó el frontal del vehículo, cambio de diseño de llantas, alerón y algunas modificaciones menores en el panel principal que se puede observar en los Grand Vitara desde el año 2013 en adelante. 

## Cuarta generación (2015-presente)

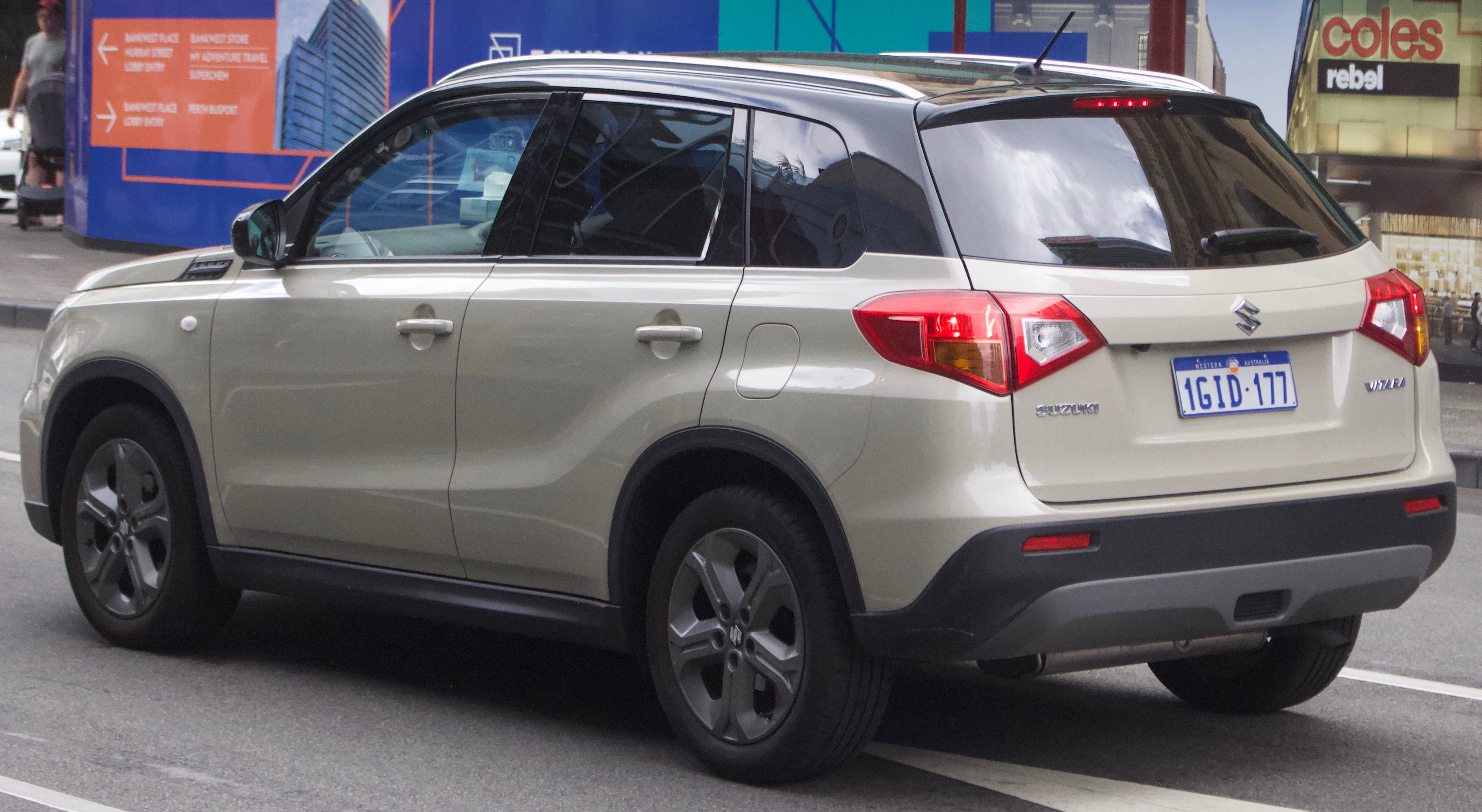
RT-S wagon de 2015-2017

La Vitara de cuarta generación se presentó por primera vez como "iV-4 concept" en el 65th IAA Frankfurt Motor Show en septiembre de 2013. El modelo de producción se presentó en el  Salón del Automóvil de París de 2014. Su producción (a cargo de Suzuki Magyar) comenzó en marzo de 2015 en paralelo con la tercera generación en Japón hasta 2019. La Vitara salió a la venta en Japón como Suzuki Escudo de cuarta generación el 15 de octubre de 2015.
A diferencia de las generaciones anteriores, el nuevo modelo de cuarta generación cambió de la plataforma SUV con estructura de escalera tradicional a una plataforma unibody liviana, compartida con SX4 S-Cross. La posición y el diseño del motor también cambiaron de un diseño de tracción trasera longitudinal / tracción total a un diseño de tracción delantera transversal / tracción total. Ahora es un SUV crossover subcompacto, con una distancia entre ejes 140 mm (5.5") más corta, una carrocería 325 mm (12.8") más corta, 85 mm (3.3") más baja y 35 mm (1.4") más estrecha que la generación anterior de Grand Vitara, lo que hace el Vitara es más fácil de conducir en caminos angostos y espacios de estacionamiento estrechos.
Suzuki lanzó una versión especial de la cuarta generación de Vitara llamada Vitara S, Vitara Sport o Vitara Boosterjet en algunos mercados. El Vitara S cuenta con un motor de gasolina turboalimentado de 1.4 litros "K14C Boosterjet", que ofrece 138 HP (103 kW; 138 HP) y 162 lb·pie (220 N·m), un 20% más de potencia y un 40% más de torque sobre el motor de gasolina estándar de 1.6 litros. Ambas motorizaciones se ofrecen con tracción delantera 4X2 y tracción total (Allgrip) 4X4.
La Vitara S también viene con varios cambios cosméticos sobre otros niveles de equipamiento de Vitara, incluidos asientos deportivos de cuero/gamuza con costuras rojas, pedales deportivos de aluminio, marcos de faros delanteros led rojos, parrilla distintiva de cinco ranuras y llantas de aleación negras.

### Motorizaciones
En Gasolina:
- 1.6 litros (M16A) naturalmente aspirado, VVT. Con potencia de 118 hp y torque de 115 lb.pie de torque
- 1.4 litros Boosterjet (K14C) de inyección directa de combustible y turbocargador, con 138 hp y 162 lb.pie de torque

En diésel
- 1.6 litros turbo diésel, de origen Fiat, en concreto de la familia Multiair. Con 120 hp de potencia, y cajas de cambio manual, o automática de doble embrague TCSS.

Híbrido
- 1.4 litros Boosterjet (K14D) de inyección directa de combustible y turbocargador con 129 hp y 173 lb.pie de torque, equipado con un sistema de hibridación suave denominado SHVS que genera 13.4 hp y 39 lb⋅pie de torque.[8]
- 1.5 litros Dualjet (K15C) naturalmente aspirado de inyección multipunto con 101 hp y 101 lb.pie de torque y una Unidad Motor-Generador (MGU) que genera 33 hp y 44 lb⋅pie de torque.